# Suzuki Kizashi

## Suzuki Kizashi Concept

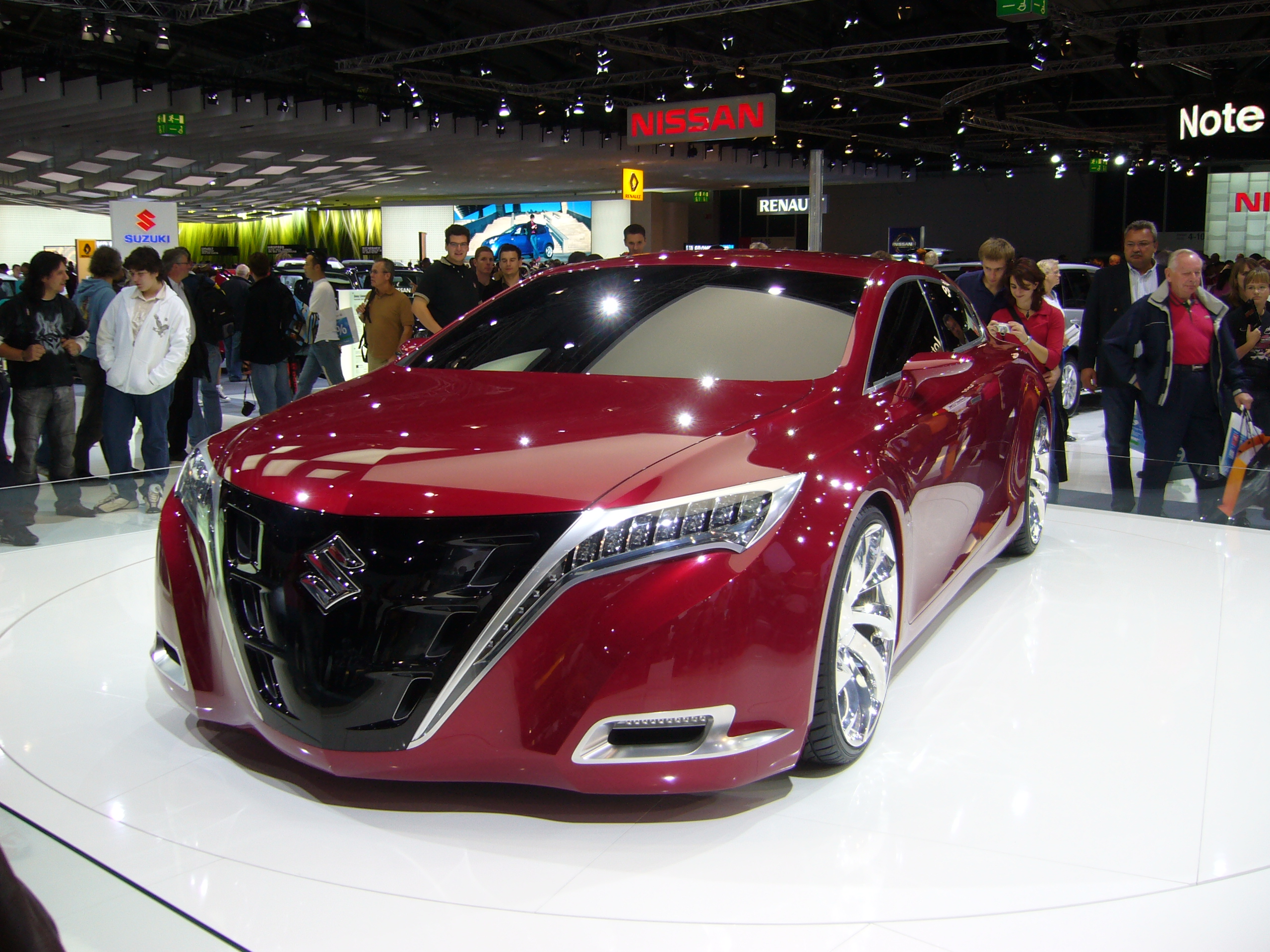
Suzuki Kizashi Concept 1.

El Suzuki Kizashi Concept es un automóvil de turismo y deportivo del segmento D producido por el fabricante japonés Suzuki, que reemplazará al antiguo Suzuki Verona. El primer prototipo fue presentado por primera vez en el Salón del Automóvil de Frankfurt de 2007. Sus dimensiones son 4,65 metros de largo, 1,95 metros de ancho y 1,40 metros de altura. Este automóvil incluye un sistema de tracción a las cuatro ruedas inteligente desarrollado por Suzuki, siendo este modelo el segundo en tenerlo (El primero en el que se ha utilizado es en el Suzuki SX4).

## Suzuki Kizashi Concept 2

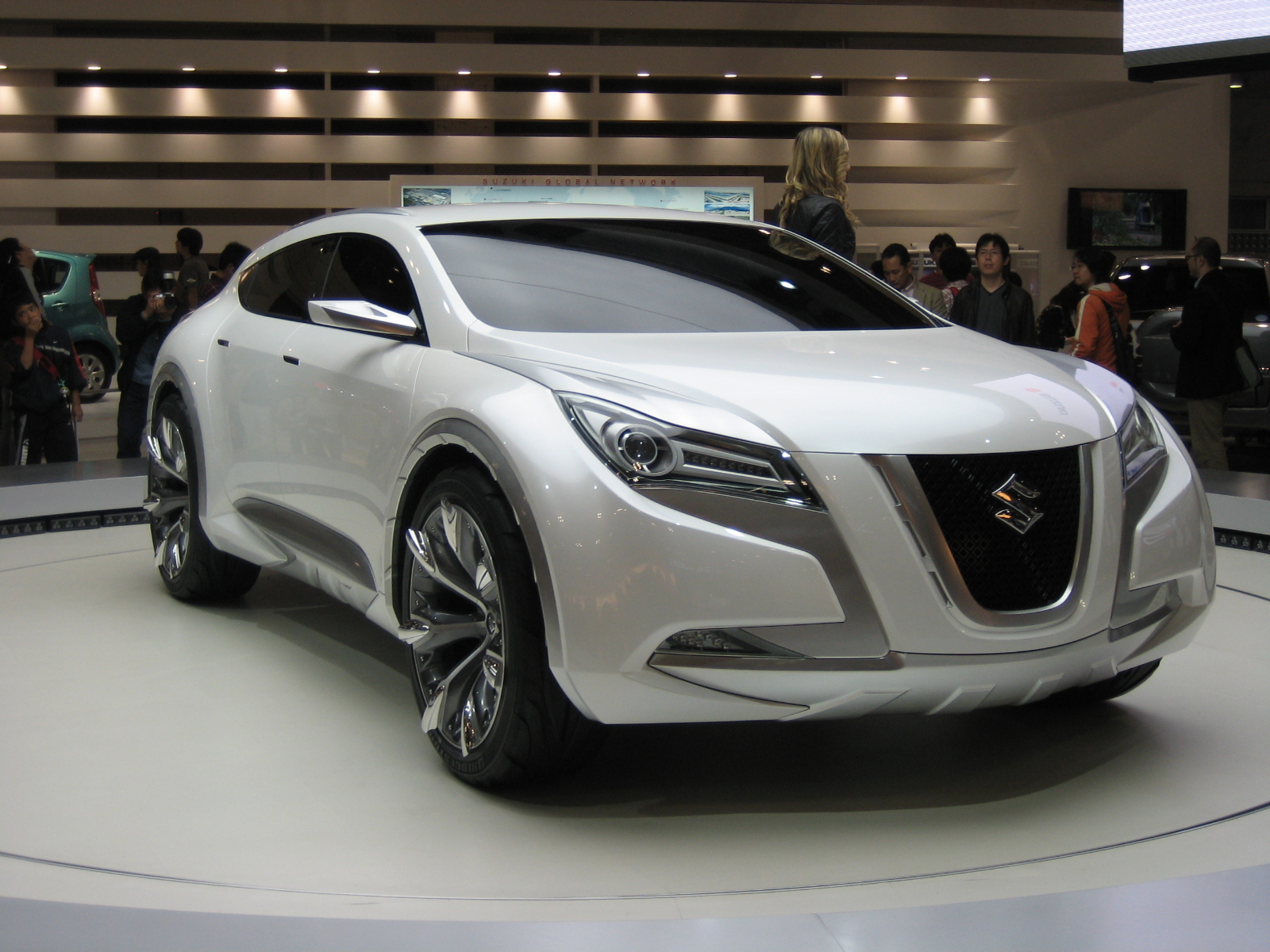
Suzuki Kizashi Concept Crossover.

El Suzuki Kizashi Concept 2 es un prototipo de Suzuki, presentado en el Salón Internacional de Tokio de 2007, representante del Segmento D con carrocería C.U.V. (Crossover Utylity Vehicle) que monta un motor de 3.6 litros y 6 cilindros en "V" desarrollado en conjunto con GM, con una transmisión automática de 6 velocidades. Su carrocería alta y ancha tiene un color blanco con incrustaciones de metal cepillado dándole un toque de elegancia y poder.

## Suzuki Kizashi Concept 3

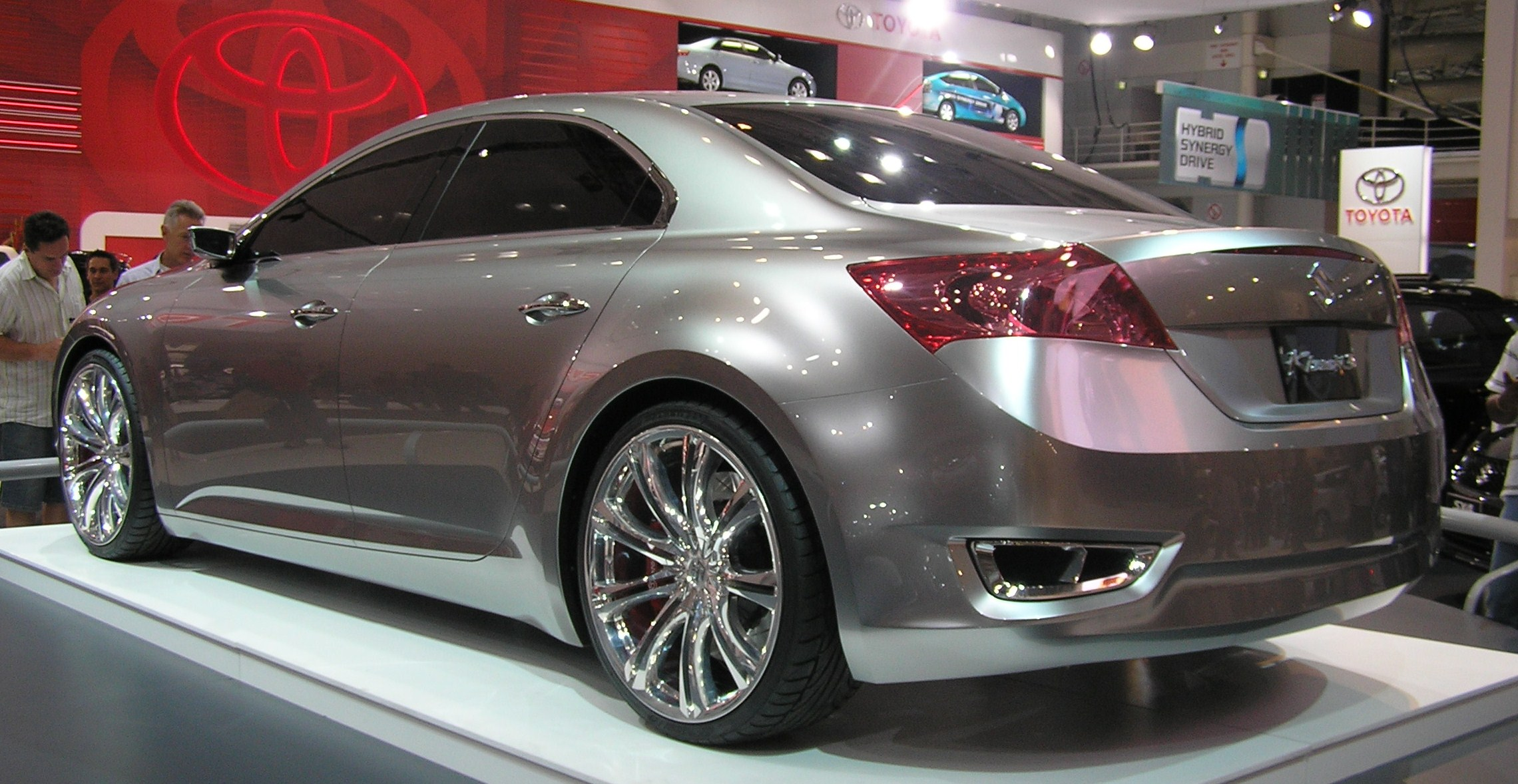
Suzuki Kizashi Concept Sedan.

El Suzuki Suzuki Kizashi Concept 3 es un automóvil de turismo del segmento D Presentado en el Salón del Automóvil de Nueva York de 2009. Es de carrocería Sedán y con generosas dimensiones de 4,65 metros de longitud, 1,40 metros de altura y 1,95 metros de ancho. Su mecánica es de un motor de 3.6 Litros de 6 cilindros en "V" de 300 CV, transmisión semiautomática de 6 velocidades con mandos al volante, sistema de tracción i-AWD (Tracción inteligente hacia todas las ruedas), y llantas de 21 pulgadas. Este es el último Concept de la trilogía Kizashi, que según la compañía será la versión que saldrá a producción el año 2010.

## Suzuki Kizashi Sedan

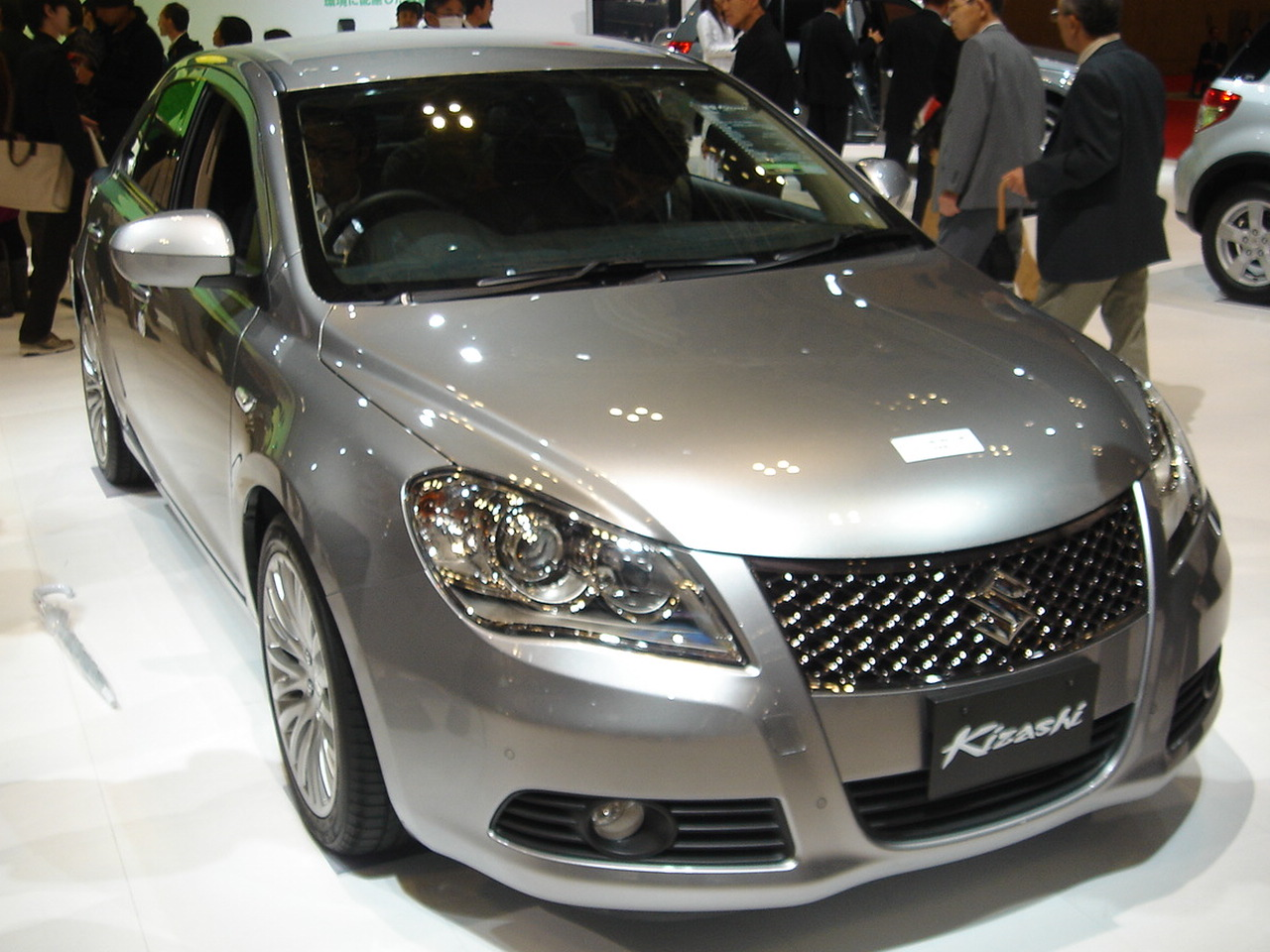
Suzuki Kizashi.

Su comercialización se inició a finales del año 2009, en la planta de Suzuki Sagara (Japón). El modelo de producción final mide 4.650 mm de largo, 1.480 de alto y 1.820 de ancho. Su transmisión se presenta en dos versiones, una caja manual de 6 velocidades o una opción de caja CVT con mandos al volante. Como equipamiento estándar se ofrece con 8 airbags, equipo de sonido Rockford Fosgate con Bluetooth, USB y ESP. En cuanto a mecánica, posee frenos de disco en las cuatro ruedas de altas prestaciones fabricados por Akebono, suspensión trasera independiente "Multi-Link", y en su versión base se espera un motor de 2,4 litros con Distribución de válvulas variable (VVT) y como opcional un sistema AWD (i-AWD) desarrollado por Suzuki. 
- Datos: Q1783541
- Multimedia: Suzuki Kizashi / Q1783541